# Dayton-Wright TA-3

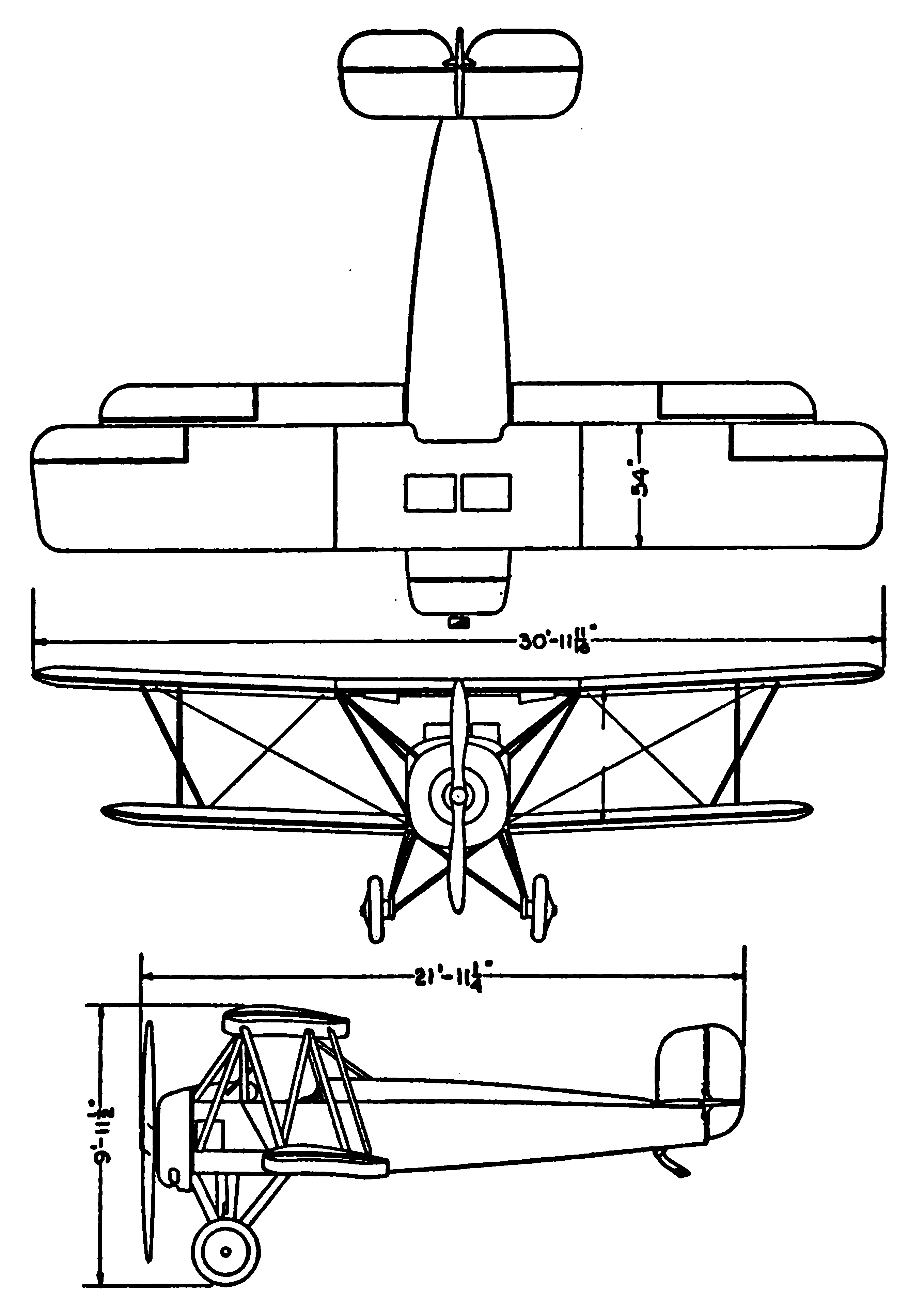
Dreiseitenriss der drei TA-3-Prototypen

Die Dayton-Wright TA-3 ist ein Doppeldecker-Schulflugzeug des US-amerikanischen  Herstellers Dayton-Wright Company (vor 1924 auch Dayton Wright). Weiterentwicklungen der TA-3 führten zur Consolidated PT-1, dem wichtigsten Schulflugzeug der amerikanischen Streitkräfte bis zum Beginn der 1930er Jahre.

## Geschichte
Die TA-3 basiert auf dem von Virginius E. Clark, dem Chefkonstrukteur von Dayton-Wright, konstruierten und 1921 zum ersten Mal geflogenen Sportflugzeug Chummy. Aufgrund der sicheren Flugeigenschaften und des relativ geringen Wartungsaufwandes, wurde vom USAAS schnell auch eine Verwendung als Schulflugzeug in Betracht gezogen. Die Chummy besaß außerdem einige fortschrittliche Konstruktionsmerkmale, wie das neue Clark-Y-Profil und eine Rumpfstruktur aus geschweißten Chrom-Molybdän-Rohren. Die Cockpitauslegung mit zwei nebeneinander liegenden Sitzen blieb auch bei der TA-3 und TW-3 erhalten. Insgesamt wurden aber lediglich zwei Exemplare der Chummy hergestellt.
Dem United States Army Air Service (USAAS) wurde 1921 die Chummy als Ersatz für die veralteten Curtiss JN-4D angeboten. Die Armee bestellte 1922 drei mit 80 PS leistenden Le Rhône 9C-Triebwerken ausgerüstete Maschinen, die unter der Bezeichnung TA-3 auf dem McCook Field erprobt wurden. Die USAAS-Seriennummern waren 64390 bis 64392. Den Flugzeugen bescheinigten die Piloten sehr gute Flugeigenschaften. Auch die Flugzeugzelle wurde als sehr stabil beurteilt; die Geschwindigkeit und Steigfähigkeit sah man hingegen als nicht ausreichend an. Dayton-Wright rüstete deshalb im Januar 1923 eine der drei Maschinen (64391) mit einem 110-PS-Le-Rhône-B9-Motor aus, woraufhin das USAAS zehn derartig umgerüstete neue Maschinen bestellte (USAAS-Seriennummern 22-266 bis 22-275). Diese wurden 1923 geliefert und waren die letzten neuen Armee-Flugzeuge, die mit einem Umlaufmotor ausgestattet waren. 
Daneben entstand eine einzelne TA-5 (68583), indem eine TW-3 mit einem Lawrance-J-1-Sternmotor, der eine Leistung von 220 PS lieferte, modifiziert wurde. Die TA-5 erhielt auch ein vergrößertes Seitenleitwerk und diente vorwiegend zum Testen eines Einrad-Fahrwerks.
Zwar waren die Armee-Offiziellen mit den Leistungen der TA-3 zufrieden, doch sah man für eine längerfristige Verwendung noch stärkere Triebwerke als notwendige Voraussetzung an. Dayton-Wright erhielt deshalb 1923 einen Auftrag zum Bau von zwei neuen Maschinen (22-226, 22-401), die einen wassergekühlten 150 PS leistenden Wright-Hispano-Motor und das vergrößerte Leitwerk der TA-5 erhalten sollte.  Die Bezeichnung änderte sich damit in TW-3 (Trainer, Watercooled). Zum Ausgleich des erhöhten Gewichts wurde die Spannweite um 1,45 m vergrößert. Nach einer erfolgreichen Erprobung erteilte die Armee im Juni 1923 einen Auftrag zum Bau von 18 Serienexemplaren (23-1302 bis 23-1319). Diese wurden ab der USAAS-Serienr. 23-1306 von Consolidated Aircraft Corp. hergestellt, nachdem das neu gegründete Unternehmen die Rechte an dem Baumuster übernommen hatte. Der Antrieb der Serienflugzeuge bestand aus einem 180 PS leistenden Wright-Hispano E. Zur Verbesserung der Sicht nach vorne entfernte man im Einsatz die obere Motorverkleidung. 
Einen weiteren Versuch die TW-3 zu verbessern war die TW-8 von 1924, die erstmals ein Tandemcockpit erhielt, das anschließend auch bei der in großen Stückzahlen zwischen 1924 und 1929 produzierten PT-1 Verwendung fand. TW-8 war jedoch keine offizielle USAAS-Bezeichnung.

## Technische Daten
| Kenngröße             | TA-3                                                              | TW-3                                               |
| --------------------- | ----------------------------------------------------------------- | -------------------------------------------------- |
| Besatzung             | 2                                                                 | 2                                                  |
| Länge                 | 6,89 m                                                            | 7,80 m                                             |
| Spannweite            | 9,43 m                                                            | 10,59 m                                            |
| Leermasse             | 563 kg                                                            | 772 kg                                             |
| max. Startmasse       | 796 kg                                                            | 1093 kg                                            |
| Höchstgeschwindigkeit | 136 km/h                                                          | 165 km/h                                           |
| Reichweite            | 320 km                                                            | 590 km                                             |
| Triebwerke            | 1 × Le Rhône 9C (80 PS) oder 1 × Le Rhône B9 (110 PS) Umlaufmotor | 1 × Wright-Hispano-E-Achtzylinder-V-Motor (180 PS) |